# Виртуелни свет
Виртуелни свет је симулирано окружење које се налази на интернету , које може бити насељено од стране многих корисника који могу креирати лични аватар, а истовремено и самостално истраживати виртуелни свет, учествовати у његовим активностима и комуницирати с другима. Ови аватари могу бити текстуалне, две или тродимензионалне графичке представке или уживо видео аватаре са слушним и сензорима на додир. Уопштено говорећи, виртуелни свијет дозвољава више корисника, али појединачне рачунарске игре, попут Скајрима, могу се такође сматрати типом виртуелног света. 
Корисник приступа рачунару симулираном свету који представља перцептуални стимуланс за корисника, који заузврат може манипулирати елементима из моделованог света и тиме доживети степен присуства.  Овакви моделирани светови и њихова правила могу извући из реалности или фантазијских светова. Примери су гравитација, топографија, локомотива, акције у реалном времену и комуникација. Комуникација између корисника може да варира од текстуалних, графичких икона, визуелног геста, звука и ретко, форми помоћу додира, гласовне команде и чулних равнотежа.
Масивне мултиплејер онлајн игре приказују широк спектар светова, укључујући оне засноване на научној фантастичности, стварном свету, супер херојима, спорту, ужасу и историјским миљеима. Најчешћи облик таквих игара су фантазијски свијетови, док су они засновани на стварном свијету релативно ретки. Већина ММОРПГ-а има акције и комуникацију у реалном времену. Играчи стварају лика који путује између зграда, градова и света како би обавио пословне или слободне активности. Комуникација је обично текстуална, али је и могућност гласовне комуникације у реалном времену. Начин комуникације који се користи може значајно утицати на искуство играча у игри. 
Виртуелни светови нису ограничени само на игре, већ у зависности од степена представљене непосредности могу обухватити рачунарске конференције и текстуалне цхат собе. Понекад су емоције или смајли на располагању како би показали осећај или израз лица. Емотикони често имају пречицу на тастатури.  Едвард Кастронова је економиста који је тврдио да су "синтетички светови" бољи термин за ове сајбер-просторе, али тај термин није широко прихваћен.

## Историја
Концепт виртуелних светова значајно предтходи рачунарима. Римски природњак, Плиније Старији, изразио је интересовање за перцептуалном илузијом.  У двадесетом веку, кинематограф Мортон Хејлиг истражио је стварање Сензорама, искуство дизајнирано да стимулише чула видљивости, звука, равнотеже, мириса, чак додира (преко ветра) - и тако их ефикасно привлачи у продукције. 
Међу најранијим виртуелним световима које су спровели компјутери били су виртуелни симулатори реализације, попут рада Ивана Сатерленда. Такви уређаји карактеришу слушалице и друге врсте сензорних улазних симулација. Савремени виртуелни светови, посебно вишекорисничка онлајн окружења, настали су углавном независно од овог истраживања, уместо гејминг индустрије али узимајући у обзир сличну инспирацију. Док се класична сензорна имитација виртуелне реалности ослања на варање перцепцијског система у доживљају уроњеног окружења, виртуелни светови се обично ослањају на ментално и емоционално ангажујуће садржаје који доводе до импресивног искуства.
Maze War је прво умрежено 3Д мултиплејер искуство за једну особу.  Играо се на АРПАНЕТ-у, претку Интернета финансирано од стране Министарства одбране САД за употребу у универзитетским и истраживачким лабораторијама. Иницијална игра се могла играти само на Imlac PDS-1 (графика за игрице), јер је посебно дизајнирана за овај тип рачунара.
Први Виртуелни светови представљени на Интернету били су заједнице и собе за ћаскање, од којих су се неке развиле у Multi-User Dungeon и Multi-User Shared Hallucination. Прва МУД, позната под називом МУД1, објављена је 1978. године. Акроним је првобитно био за Multi-User Dungeon, али је касније такође означава Multi-User Dimension и Multi-User Domain. МУД је Виртуелни свет са великим бројем играча који су у реалном времену у интеракцији.  Раније верзије су биле засноване на тексту, нудећи само ограничену графичку представу и често користећи интерфејс командне линије. Корисници комуницирају у игрицама улога или такмичарским такмичењима уписивањем команди и читањем или приказивањем описа света и других играча. Овакви рани светови започели су МУД наслеђе које је на крају довело до масовних мултиплејер онлајн игара за играње улога, познатијих као MMORPG, жанр игара у којима игра велики број играча у виртуелном свету.
Неки прототипови виртуелних светова били су Habitat, дводимензионално окружење за ћаскање, где су корисници дизајнирали властите аватаре; Cityspace, образовни мрежни и 3Д рачунарски графички пројекат за децу; и The Palace, дводимензионални виртуелни свет. Међутим, заслуге за први Виртуелни виртуелни свет обично иде Habitat- у, који је 1987. године развио LucasFilm Games за рачунар Комодор 64 и ради на Quantum Link мрежи. 
Године 1996. године, град Хелсинки, са компанијом Хелсинки Телефон покренуо је оно што се зове први Виртуелни 3Д приказ који намерава да мапира цео град. Виртуелни хелсиншки пројекат је коначно преименован у пројекат Хелсинки Арена 2000, а делови града у модерном и историјском контексту приказани су у 3Д. 
Године 1999. Whyville.net је почео са радом први виртуелни свет посебно за децу  покренут са основом у учењу заснованог на играчу и једне од најранијих економија заснованих на виртуелној валути.  Убрзо после 2000. године Habbо је лансирао и постао један од најпопуларнијих и најдужих виртуелних светова са милионима корисника широм света. 

## Концепти виртуелног света
Дефиниције за "виртуелни свет" укључују:
- "синхрона, опстајућа мрежа људи, где су представљени као аватари, олакшана мрежним рачунарима",[18]
- "аутоматизовано, дељено, упорно окружење са којим и путем којих људи могу да интеракцију у реалном времену помоћу виртуелног јаза", [19]
- "Стално, симулирано и импресивно окружење, омогућено умреженим рачунарима, пружајући вишеструким корисницима аватаре и комуникацијске алате са којима се делују и интеракцију у свету и у реалном времену." [20]

Не постоји опште прихваћена дефиниција виртуелног света, али они захтевају да свет буде упоран; другим речима, свет мора наставити да постоји чак и након што корисник изађе из света, а промене које су направљене од стране света требају бити очуване.  Иако се интеракција са другим учесницима врши у реалном времену, конзистентност времена се не одржава увек у онлајн виртуелним световима. На пример, у EverQuest време пролази брже од реалног времена упркос томе што користи исте календарске и временске јединице за приказ времена игре.
Како је виртуелни свет општи појам, виртуелно окружење подржава различите нивое играња и игара. Неке употребе термина укључују
- Мултиплејер игре у којима велики број играча има интеракцију у виртуелном свету. Концепт се проширио на друге типове игара као што су спорт, стратегија у реалном времену и други. Критеријум упорности је једини критеријум који раздваја виртуелне светове од видео игрица [18]
- Колаборативне игрице дизајниране за заједнички рад у виртуелном окружењу.
- Масивне мултиплејер реалне игре где корисник може уредити и променити свој аватар по вољи, омогућавајући им да играју динамичнију улогу или са више улога. [22]

## Економија
Виртуелна економија је настала као последица интеракције учесника у виртуелном свету. Иако дизајнери имају велику контролу над економијом кодиране механике трговине, ипак су то дејства играча који дефинишу економске услове у виртуелном свету. Економија се јавља као резултат избора које играчи остварују у недостатку стварних и виртуелних ресурса као што су време или валута.  Учесници имају ограничено време у виртуелном свету, као у стварном свету, које морају поделити између задатака као што су сакупљање ресурса, вежбање трговинских вештина или ангажовање у мање продуктивној игри забаве. Избор који они чине у њиховој интеракцији са виртуелним светом, заједно са механиком трговине и богатства, диктирају релативне вредности предмета у привреди. Економија у виртуелним световима обично је вођена потребама у игри, као што су опрема, храна или трговина. Виртуелне економије скоро су у потпуности произведене од стране играча, са веома мало везе са потребама у игри. Иако је питање виртуелне економије света у физичкој светској економији доведено у питање, показало се да корисници виртуелних светова одговарају економским стимулусима (као што је закон понуде и потражње) на исти начин на који људи раде у физичком свету.  У ствари, често се јављају непосредни утицаји између физичких економских одлука и виртуелних економских одлука света, као што су одлуке ратних заробљеника у Другом светском рату за усвајање цигарета као валуте и усвајање валуте Stones of Jordan у игрици Diablo II.
Вредност објеката у виртуелној економији обично је повезана са њиховом корисношћу и тешкоћом њиховог добијања. Улагање ресурса из стварног света (време, чланарине, итд.) У стицању богатства у виртуелној економији може допринети стварном светском вредности виртуелних објеката.
Неки индустријски аналитичари су додатно приметили да постоји секундарна индустрија која расте иза виртуелних светова, коју чине друштвене мреже, сајтови и други пројекти који су посвећени виртуелним светским заједницама и играчима. Посебне веб странице служе као друштвене мреже за кориснике виртуелних светова суочавају се са неким кључним проблемима.
Виртуелни светови нуде оглашавачима потенцијал за виртуелне огласе, као што је оглашавање у игри које већ постоји у низу видео игара.
Неки индустријски аналитичари су додатно приметили да постоји секундарна индустрија која расте иза виртуелних светова, коју чине друштвене мреже, сајтови и други пројекти који су посвећени виртуелним светским заједницама и играчима. Посебне веб странице као што су ГамерДНА, Коинуп и други који служе као друштвене мреже за кориснике виртуелних светова суочавају се са неким кључним проблемима. Виртуелни светови нуде оглашавачима потенцијал за виртуелне огласе, као што је оглашавање у игри које већ постоји у низу видео игара.

## Географија
Географија виртуелних светова може се много разликовати, јер је улога географије и простора су важна компоненте дизајна над којом програмери виртуелних светова имају контролу и могу да одлуче да се мењају.  Виртуелни светови су, барем површно, дигиталне инстанције тродимензионалног простора. Као резултат тога, разматрања географије у виртуелним световима често се окрећу око "просторних наратива" у којима играчи имају путовање. Стварање фантастичних места је такође тема која се понавља у географском истраживању виртуелних светова, иако, вероватно контраинтуитивно, најтежи корисници виртуелних светова често смањују сензорне стимулације фантастичних места на свету како би постали ефикаснији у основним задацима у свет, попут убијања чудовишта.  Географска ограничења се могу уклонити када продају предмете у географски неограниченој аукцијској кући. На овај начин, виртуелни светови могу пружити увид у оно што будућу економску географију физичког света може изгледати као што све више и више робе постаје дигитално. 

## Истраживање
Виртуелни простори могу послужити разним истраживачким и образовним циљевима  и могу бити корисни за испитивање људског понашања. Личности ван мреже и виртуелног света се међусобно разликују, али су ипак значајно повезане што има бројне импликације за самоверификацију, самопроширење и друге теорије личности. Паника и агорафобија такође су проучавани у виртуелном свету.
С обзиром на велики ангажман, нарочито када се ради о малој деци у виртуелним световима, постојао је сталан раст истраживачких студија који укључују социјални, образовни и чак емоционални утицај виртуелних светова на децу. На пример фондација John D. and Catherine T. MacArthur Foundation финансирала је истраживање виртуелних светова укључујући, на пример, како тинејџери истражују и деле информације о репродуктивном здрављу. 
Друга истраживања која се фокусирају више на одрасле истражују разлоге за уважавање и емоције корисника виртуелног света. Многи корисници траже бекство или зону комфора приликом уласка у ове виртуелне светове, као и осећај прихватања и слободе. Виртуелни светови омогућавају корисницима да слободно истражују многе аспекте њихових личности на начин који им није лако доступан у стварном животу.  Међутим, корисници можда неће моћи да примене нове информације ван Виртуелног света. Стога, виртуелни свет дозвољава корисницима да постану евентуално постану зависни од њиховог новог виртуелног живота што може изазвати хаос што се тиче односа са другима и у емоционалном преживљавању у њиховом стварном животу. Један од разлога за ову слободу истраживања може се приписати анонимности коју Виртуелни свет пружа. То даје појединцу могућност да буде ослобођен друштвених норми, притисака у породици или очекивања са којима се могу суочити у њиховом личном животу.  Аватар персоне доводи до бекства из стварности као што је употреба дроге или алкохола због болова или кризе иза ње. Аватар више не представља једноставан алат или механизам манипулисан у сајберпростору. Уместо тога, постао је појединачни мост између физичког и виртуелног света, канала кроз који се изражава међу другим друштвеним актерима.  Аватар постаје алтер его особе.
Док у великој мери олакшава лакоћу интеракције током времена и географских граница, виртуелни свет представља нереално окружење уз тренутну везу и задовољство. Онлајн сусрети се користе као наизглед испуњавајуће алтернативе "живих особа".  Када се стиде, несигурни су или изгубљени или само траже нешто другачије и стимулишуће да се укључе, виртуелни светови су савршено окружење за своје кориснике. Особа има неограничен приступ неограниченом низу могућности за испуњавање сваке фантазије. Он или она могу да се суоче са било којим страхом или освајају било ког непријатеља, све на клик миша. На крају крајева, виртуелни светови су место где се стварни живот постаје издржљив или досадан. Док се у стварном животу поједини оклевају да искажу своје истинско мишљење, то је лакше урадити на интернету јер никад не морају да се упознају са људима којима разговарају.
Још једна област истраживања која се односи на виртуелне светове је подручје навигације. Конкретно, ово истраживање истражује да ли су виртуелна окружења адекватни алати за учење у вези са навигацијом у стварном свету. Психолози на колеџу Сент Мајкл су открили да искуство видео игара одговара способности навигације виртуелним окружењима и комплетним циљевима; међутим, то искуство није у корелацији са повећаном способношћу да се креће у стварном физичком окружењу.  Обимна студија на Универзитету у Вашингтону спровела је вишеструке експерименте у оквиру виртуелне навигације. Један експеримент је имао две групе субјеката, од којих је прва прегледала мапе виртуелног окружења, а друга се кретала у виртуелном окружењу. Групе субјеката су онда испуниле циљ у виртуелном окружењу. Није постојала разлика између перформанси две групе и каква је разлика била у корист корисницима мапе. Међутим, субјекти тестирања нису били упознати са виртуелним интерфејсом, што је вероватно довело до неких слабих навигација, а самим тим и пристрасност у анализираној експерименту. Студија је закључила да су објекти интерфејса онемогућили кретање природних навигација, а можда и мање интрузивне контроле за виртуелно окружење смањују ефекат оштећења.

## Виртуелни свет и реалан живот
Неки виртуелни светови имају офлајн, стварне компоненте и апликације. Handipoints, на пример, представља дечији виртуелни свет који прати послове помоћу прилагођених графикона за обраду података и омогућава деци да се укључе у своје породичне задатке. Комплетирају послове и користе веб локацију и виртуелни свет како би пратили њихов напредак и свакодневне задатке. Постоје и онлајн платформе као што су Uniiverse које су дизајниране да поново повезују људе са стварним светом путем виртуелних средстава. Корисници могу да објављују активности и услуге онлајн и упознају се касније офлајн како би поделили искуство.

## Хардвер
За разлику од већине видео игара које се обично користе помоћу различитих фреквентних уређаја за људски интерфејс, виртуелни светови се обично навигирају (од 2009. године) користећи те интерфејсе који су пројектовани и оријентисани око равних, 2-димензионалних графичких кориснички интерфејса.
Као и видео гејмери, неки корисници виртуелних клијената у свету могу имати и тешко искуство са неопходношћу правилног графичког хардвера (као што су напредне графичке процесне јединице које дистрибуирају Nvidia и AMD ради смањења фреквенције мањег од- текући графички примери у навигацији виртуелних светова. Међутим, делом због тог разлога све већи број виртуелних светских претраживача, нарочито служи деци, у потпуности су претраживачи који не захтевају оптерећење софтвера или специјализовани рачунарски хардвер.

## Социјално
Иако се друштвене интеракције учесника у виртуелним световима често посматрају у контексту 3Д игара, и други облици интеракције су такође уобичајени, укључујући форумове, блогове, чат собе, инстант поруке и видео конференције. Заједнице имају своја правила, теме, шале, па чак и језик. Припадници таквих заједница могу наћи истомишљенике како би сарађивали, без обзира да ли је то кроз заједничку страст, жељу за разменом информација или жељом упознати нове људе и доживети нове ствари. Корисници могу развити личности унутар заједнице прилагођене одређеном свету са којим интерактивно делују, што може утицати на начин на који мисле и делују. Интернет пријатељства и учешће онлајн заједница имају тенденцију да допуњују постојећа пријатељства и грађанско учешће, уместо да замене или умањују такве интеракције. 
- Active Worlds
- Kaneva
- Habbo
- Onverse
- SmallWorlds
- There.com
- Twinity
- Whyville
- VRChat
- Second Life
- Sansar (video game)

## Медицина
Инвалидни или хронично оболели људи било којег доба могу имати огромну корист од доживљаја менталне и емоционалне слободе стечене привремено остављањем својих инвалида и радом, путем медија кроз своје аватаре, због ствари које су једноставне и потенцијално доступне здравим људима као што су ходање, трчање, плесање, једрење, риболов, пливање, сурфовање, летење, скијање, вртларство, истраживање и друге физичке активности које њихова болест или инвалидитет спречава да раде у стварном животу. Они такође могу бити у стању да се социјализују, формирају пријатељства и везе много лакше и избегавају стигму и друге препреке које би се обично везивале за њихове инвалидности. Ово може бити много конструктивније, емотивно задовољавајући и ментално испуњавајући од пасивних забава као што су гледање телевизије, играње компјутерских игара, читање или конвенционалнији видови кориштења интернета.
Starlight Children's Foundation фондација помаже деци хоспитализованој како би створили угодно и сигурно окружење које може проширити ситуацију, доживети интеракције (када се укључи укључивање више различитих култура и играча из света) можда нису могли да доживљавају без виртуелног света, здравог или болесног. Виртуелни светови такође им омогућавају да доживљавају и делују изван ограничења њихове болести и помажу у ублажавању стреса. 
Виртуелни светови могу помоћи играчима да постану комфорнији са акцијама због које се могу у стварном животу осећати неспремним или срамотним. На пример, у World of Warcraft, плес је емоција за плесни потез који играч у виртуелном свету може "једноставно емитира". А упознавање са поменутим или сличним "емоцијама" или социјалним вештинама (као што је охрабрење, захвалност, решавање проблема, па чак и заљубљивање) у виртуелном свету путем аватара може направити асимилацију сличним облицима изражавања, социјализације, интеракције у стварном живот гладак. Интеракција са људима кроз аватаре у виртуелном свету има потенцијал да озбиљно проширује механику интеракције са стварним интеракцијама.

## Комерцијално
Како се компаније такмиче у стварном свету, такмиче се и на виртуелним световима. Пошто је дошло до повећања куповине и продаје производа на мрежи (електронска трговина), овај близанац с порастом популарности интернета, присилио је предузећа да се прилагоде како би прилагодили ново тржиште.
Многе компаније и организације сада укључују виртуелне светове као нови облик оглашавања. Постоји много предности коришћења ових метода комерцијализације. Пример овога би био да Аппле креира онлајн продавницу у оквиру Сецонд Лифе. Ово омогућава корисницима да претражују најновије и иновативне производе. Играчи не могу заиста купити производ, али поседовање ових "виртуелних продавница" је начин приступа различитим клијентима и демографским корисницима. Коришћење оглашавања у "виртуелним световима" је релативно нова идеја. То је зато што су виртуелни свет релативно нова технологија. Пре него што компаније користе рекламну компанију за промоцију својих производа. Са увођењем могућности комерцијалног успеха у виртуелном свету, компаније могу смањити трошкове и временске ограничености задржавајући овај "ин-хаус" ефекат. Очигледна предност је у томе што ће смањити трошкове и ограничења која би могла доћи у игру у стварном свету.
Коришћењем виртуелних светова компанија пружа могућност мерења реакције клијената и добијања повратних информација. Повратне информације могу бити кључне за развој пројекта јер ће творци упознати управо оно што корисници желе. 
Коришћење виртуелних светова као алата омогућава компанијама да тестирају реакцију корисника и дају им повратне информације о производима. Ово може бити пресудно јер ће компанијама пружити увид у то шта тржиште и купци желе од нових производа, што им може пружити конкурентску предност. Конкурентна предност је кључна у немилосрдном свету који је данас посао.
Друга употреба виртуелних светова је место где играчи могу створити место окупљања. Многи бизниси сада могу бити укључени у комерцијалне активности између предузећа и стварати специфичну област унутар виртуелног света за обављање свог посла. У оквиру овог простора могу се држати све релевантне информације. Ово може бити корисно из више разлога. Играчи могу пословати са компанијама са друге стране света, тако да нема географских ограничења, може повећати продуктивност компаније. Знајући да постоји област у којој је помоћ на располагању може помоћи запосленима.
Према трговинској медијској компанији Virtual Worlds Management, комерцијалне инвестиције у сектору "виртуелних светова" у К4 2007. су износиле преко 425 милиона долара, и износиле су 184 милиона америчких долара у К1 2008. Међутим, процес одабира за дефинисање компаније "виртуелних светова" у овом контексту изазвао је један блог индустрије.

## Е-продаја
Неколико виртуелних светова има уграђене системе за продају робе преко виртуелних интерфејса и користећи Виртуелне валуте. Трансфери кредита у свету углавном нису везани законом који уређује трговину. Таквим трансакцијама може недостајати надзор и заштита повезана са трговином у стварном свету, а постоји потенцијал за лажне трансакције. Један пример је Ginko Financial, банкарски систем који се појавио у Second Life виртуелном свету где су аватари могли да депонују своју валуту стварног живота након што су претворили у Линден доларе за профит. У јулу 2007, становници овог света су се окупили око банкомата у неуспешном покушају повлачења новца. После неколико дана банкомат је заједно са банкама нестао у потпуности. Око 700.000 долара у реалном свету новац пријављено је нестало од становника у Second Life. Покренута је истрага, али ништа значајно никада није дошло до проналажења и кажњавања аватара познатог као Никола Портокареро, који је био шеф Ginko Financial.
Грађански и кривични закони постоје у стварном свету и постављени су како би владали људским понашањем.
Понуђачи онлајн виртуелних простора имају више од једног приступа у управљању својим окружењима. На пример, Second Life је дизајниран са очекивањима да су становници успоставили сопствена правила заједнице за одговарајуће понашање. С друге стране, неки виртуелни светови спроводе јасна правила понашања, како се види у њиховим условима. 
У неким случајевима виртуелним световима није потребна успостављена правила понашања, јер су акције као што је "убијање" још једног аватара немогуће. Међутим, уколико је потребно, прекршиоци правила могу бити кажњени новчаним казнама преко виртуелног банковног рачуна, алтернативно, суспензија играча може се извршити. 

## Игре
Игрице једном играчу као што је Minecraft дозвољавају играчима да опционо стварају сопствени свет без других играча, а затим комбинују вештине из игре да раде заједно са другим играчима и стварају већа и сложенија средина. Овим срединама могу приступати други играчи ако је сервер доступан другим играчима, онда ће моћи да модификују његове делове, као што је структура окружења.

## Употреба
Перзистентност омогућава континуиране и растуће друштвене интеракције, које саме могу послужити као основа за заједничко образовање. Коришћење виртуелних светова може наставницима омогућити већи степен учествовања студената. Омогућава корисницима да могу да извршавају задатке који би могли бити тешки у стварном свету због ограничења и ограничења, као што су трошкови, распоред или локација. Виртуелни светови имају способност да се прилагоде различитим корисничким потребама, на пример, наставници у учионици могу да користе виртуелне светове у својој учионици користећи своју интерактивну таблу. Они могу бити добар извор повратних информација корисника, типични папирни ресурси имају ограничења која виртуелни светови могу превазићи.
Вишекориснички виртуелни светови са једноставним приступом за изградњу су корисни за учење засновано на пројекту.
Виртуелни свет допушта корисницима специфичне потребе и захтеве за приступ и кориштење истих учних материјала од куће као што би они примили ако су физички присутни. Виртуелни светови могу помоћи корисницима да остану у току са релевантним информацијама и потребама, а исто тако осећају како су укључени. Имајући у виду могућност да присуствујете презентацији путем виртуелног света од куће или са свог радног места, то може помоћи кориснику да учење буде лакше и удобније. Иако се виртуелни светови користе као алтернативни начин комуницирања и интеракције са ученицима и наставницима, може се десити осећај изолације, као што је губитак одређених знакова језика и други лични аспекти.
Неки виртуелни свет такође нуди окружење у којем активности и игре засноване на симулацији омогућавају корисницима да експериментишу различитим феноменима и науче основне физике и принципе. Пример је Whyville покренут 1999. године,  који циља децу и тинејџере, пружајући им многе могућности да експериментишу, разумеју и уче. Теме варирају од физике до исхране до екологије. Whyville такође има снажну предузетничку структуру базирану на виртуелном садржају који се производи у виртуелној виртуелној економији.
Неки вишекориснички виртуелни светови се користе у образовне сврхе и тако се зову вишекорисничка Виртуелна окружења учења (МУВЛЕс). Примери укључују употребу Second Life за учење енглеског као страног језика.
Године 2016. представљено је пилот издање нове Виртуелне светске технологије, ALiS Online , која је реална, друштвена и колаборативна 3Д платформа дизајнирана и развијена специфично за употребу у образовним поставкама.

## Језик
Учење језика је најраспрострањенија врста образовања у виртуелним световима. 

## Бизнис
Онлајн учење или завршавање неког курса превазилази ограничења као што су растојање, инфраструктура, трошкови смештаја и чврсто распоређивање. Иако је видео конференција можда најчешћи алат, виртуелни светови су усвојени у пословном окружењу за обучавање запослених.
Виртуелни курсеви подсећају на традиционалне туторијале и тестирање корисничког знања. Упркос недостатку контакта са лицем у лице и поремећаја социјалног повезивања, ефикасност учења не може негативно утицати на то како одрасли требају аутономију у учењу и сами су усмерени према млађим ученицима.
Неке компаније и јавна места омогућавају бесплатан Виртуелни приступ својим објектима као алтернативу видео запису или слици.

## У фикцији
Виртуелни светови, виртуелна реалност и сајберпростор су популарни фиктивни мотиви.
Главни фокус сајберпанка, психолошке аниме серије 13 серија назван Serial Experiments Lain је Виред, свет Виртуелне реалности који управља свим електронским комуникацијама и машинама; спољашњи рецептори користе се за ментално транспортовање особе у сам Виред као јединствено различит Виртуелни аватар.
Роман, Гаспард ујутро (1992), је прича о појединцу уроњеном у виртуелни свет масивне мултиплејер игре. 
Године 2009. БиБиСи Радио 7 је наручио причу Планета Б, постављену у виртуелном свету у коме мушкарац тражи своју девојку, за коју се верује да је мртва, али она је у ствари још жива у свету под називом "Планета Б". Серија је добила награду за оригиналну драмску серију.

## Будућност
Виртуелни светови могу довести до "мобилности" радне снаге која може утицати на националну и организациону конкурентност на начин сличан променама које се виде при мобилности робе, а затим и мобилности рада.
Виртуелни светови могу све више функционисати као центри трговине, трговине и пословања. Трговина виртуелним средствима је масовна и растућа; на пример, приход од Second Life-а достигао је приближно 7 милиона америчких долара месечно, 2011. године.  Фирма из стварног света, као што је Кока-Кола, користила је виртуелне сврхе да рекламира свој бренд. 